# Flughafen Curaçao

i7
i11
i13
Der Curaçao International Airport (frühere Namen: Hato International Airport, Dr. Albert Plesman International Airport; IATA-Code: CUR, ICAO-Code: TNCC) ist ein internationaler Flughafen bei Willemstad auf der Insel Curaçao.
Der Flughafen und seine umgebende Flächen sowie Infrastruktur ist Eigentum der Curaçao Airport Holding, welche der Verwaltung von Curaçao direkt unterstellt ist. Der Flughafen wird seit 2003 durch eine konfessionellen Vereinbarung auf 30 Jahre von einem privaten Konsortium namens Curaçao Airport Partners, bestehend aus Aport (Flughafen Zürich), Jannsen De Jong (Niederlande) und CCR (Brasilien) verwaltet. Seit der Übernahme durch das Konsortium erwirtschaftet der Flughafen Gewinne, die anschließend über die Holding an die Verwaltung von Curaçao ausgeschüttet werden. Davor wurde der Flughafen von der Verwaltung von Curaçao selbst geführt und konnte nicht wirtschaftlich betrieben werden.

## Geschichte
Vor dem Zweiten Weltkrieg wurde seitens des Direktors der KLM, Albert Plesman, eine Luftbrücke in die Karibik angedacht, einerseits um die Erdölindustrie zu bedienen, andererseits wurden die karibischen Inseln von Touristen zunehmend nachgefragt. Da noch keine Maschinen mit ausreichend Reichweite für Nonstopflüge zwischen der Insel und dem europäischen Festland verfügbar waren, musste der Jungfernflug eine achttägige Reise mit sechs Zwischenstopps einlegen. Der Flug mit einer Weiterentwicklung einer Fokker F.XII (Fokker F.XVIII, PJ-AIS „Snip“) startete in Amsterdam und ging über Marseille, Alicante, Casablanca, Porto Praia, Paramaribo und La Guaria nach Curaçao und markierte den Beginn der Flugverbindung zwischen Europa und Curaçao.
In den 1960er Jahren wurde in Hinsicht auf die Markteinführung von Großraumflugzeugen wie beispielsweise der Boeing 747 ein Masterplan für den Flughafen erarbeitet, um Flugzeuge dieser Größe abfertigen zu können. Am 6. November 1971 erfolgte schließlich mit einer Boeing 747-200B der KLM die Typenerstlandung auf dem Flughafen.
Der Flughafen war bis 2004 der Hub von Air ALM und seiner Tochtergesellschaft Dutch Caribbean Airlines und darüber hinaus Sitz der ehemaligen Dutch Antilles Express.
2006 wurde ein neues Terminal mit einer Kapazität von 1,6 Millionen Passagieren pro Jahr eröffnet.

## Fluggesellschaften und Ziele
Vom Flughafen Curaçao werden Ziele in der Karibik, Süd- und Nordamerika und Europa angeflogen.

## Zwischenfälle
- Am 18. September 1992 stürzte eine Douglas DC-6/C-118A der venezolanischen AeroEjecutivos (Luftfahrzeugkennzeichen YV-502C) 240 Kilometer nordwestlich des Startflughafens Curaçao ins Meer. Der Nachtflug war von zahlreichen Gewittern geprägt. Alle 3 Besatzungsmitglieder, die einzigen Insassen auf dem Frachtflug, kamen ums Leben.[8]